# Fuori dal tempo (singolo)
Fuori dal tempo è un brano rock del gruppo musicale italiano Bluvertigo, pubblicato nel 1997 come singolo tratto dall'album Metallo non metallo.

## Tracce
1. Fuori dal tempo (radiophobic)
2. Complicità '96 (live in studio)
3. Il nucleo – Part one
4. Iodio (ermetic mix)
5. Il mio malditesta (club mix)
6. Fuori dal tempo (blucyphertechnogod)